# 삼가초등학교 자양분교
삼가초등학교 자양분교는 경상남도 합천군 삼가면 동리외초길 223 (동리)에 있었던 초등학교 분교이다.

## 연혁
- 1949년 9월 5일 쌍백국민학교 사인분교장 개설(쌍백면 외촌리 부락회관)
- 1952년 5월 1일 외초리로 이전(외초와 현위치 중간지점)
- 1954년 6월 30일 자양국민학교 개교 인가
- 1962년 2월 28일 현재 교지(삼가면 동리외초길 223)으로 이전
- 1994년 9월 1일 삼가국민학교 자양분교장으로 격하
- 1998년 9월 1일 삼가초등학교로 통폐합